# Simon Mršić
Simon Mršić (nacido en San Francisco, Estados Unidos el 18 de junio de 1991) es un futbolista profesional bosnio-estadounidense que se desempeña en el terreno de juego como delantero y su actual equipo son los Delfines del Este FC de la Liga Dominicana de Fútbol. 

## Trayectoria
Al comienzo de su carrera senior, Mršić estaba con San Jose Earthquakes. En 2011, se mudó a Europa para unirse al equipo croata NK Varaždin por un período, pero se fue después de un corto período debido a problemas financieros en el club. Más tarde también pasó un período con NK Osijek. Luego regresó a los Estados Unidos, donde fue a prueba con el Columbus Crew de la MLS, pero también dejó el club después de la llegada de una nueva administración al club. También fue miembro de Sloga Dobo] en la República Srpska durante un breve período en 2014, sin apariciones oficiales. Regresó a casa para jugar con East Bay FC Stompers, siendo miembro del club hasta 2016 de forma intermitente. Mientras tanto, tenía un contrato con Rudar Prijedor, firmado después de que pasó el período de prueba en 2015. A principios de 2017, Mršić se unió a Bačka Bačka Palanka pero debido a problemas administrativos firmó oficialmente con el club en marzo de 2017, obteniendo la licencia con la camiseta 26. Hizo su debut profesional con el nuevo club en el último partido de la temporada 2016-17 de la SuperLiga serbia, reemplazando a Marko Zečević en el minuto 77 del partido a domicilio contra el Spartak Subotica, jugado el 21 de mayo de 2017 en el Subotica City Stadium. En la temporada de 2020, durante la pandemia de COVID-19, Simon firmó con el club Delfines del Este FC en la primera división de República Dominicana.

## Clubes
| Club                  | País                 | Año                 | Partidos | Goles |
| --------------------- | -------------------- | ------------------- | -------- | ----- |
| San Jose Earthquakes  | Estados Unidos       | 2010 - 2011         | 8        | 1     |
| NK Varaždin           | Croacia              | 2011 - 2012         | 15       | 4     |
| Nogometni Klub Osijek | Croacia              | 2012 - 2013         | 11       | 2     |
| FK Sloga Doboj        | Bosnia y Herzegovina | 2013 - 2014         | 21       | 13    |
| East Bay FC Stompers  | Estados Unidos       | 2014 - 2015         | 14       | 7     |
| FK Rudar Prijedor     | Bosnia y Herzegovina | 2015-2016           | 17       | 4     |
| East Bay FC Stompers  | Estados Unidos       | 2016-2017           | 18       | 10    |
| OFK Bačka             | Serbia               | 2017-2018           | 9        | 1     |
| Delfines del Este FC  | República Dominicana | 2020-presente       | ?        | ?     |
| Total en su carrera   | Total en su carrera  | Total en su carrera | 113      | 42    |